# Aenigma (film)
Pour les articles homonymes, voir Aenigma et Énigme (homonymie).
Pour plus de détails, voir Fiche technique et Distribution.
Ænigma est un film italo-yougoslave réalisé par Lucio Fulci, sorti en 1987.

## Synopsis
Kathy, une adolescente, est le souffre-douleur de ses camarades de classe. Un soir, elle est victime d'une très mauvaise blague. Humiliée, elle fuit les moqueries de ses bourreaux mais se fait immédiatement faucher par une voiture. Elle se retrouve alitée à l'hôpital, dans un coma profond. Mais l'esprit de Kathy compte bien se venger contre ceux qui l'ont tant fait souffrir...

## Fiche technique
- Titre français : Ænigma ou Aenigma (France) ; L'Énigme (Canada)
- Titre original : Ænigma ou Aenigma
- Réalisation : Lucio Fulci
- Scénario : Lucio Fulci et Giorgio Mariuzzo
- Production : Boro Banjac, Ettore Spagnuolo et Walter Brandi
- Sociétés de production : A.M. Trading International S.R.L. et Sutjeska Film
- Musique : Carlo Maria Cordio et Douglas Meakin
- Photographie : Luigi Ciccarese
- Montage : Vanio Amici
- Décors : Kemal Hrustanovic et Zijo Pasic
- Costumes : Carlo Klemencic et László Klemencic
- Pays de production : Italie, Yougoslavie
- Format : Couleurs - 1,85:1 - Mono - 35 mm
- Genre : Horreur
- Durée : 90 minutes
- Dates de sortie : 
  - France : 30 décembre 1987
  - Italie : 15 août 1988
- Classification :
  - France : interdit aux moins de 12 ans lors de sa sortie en salles

## Distribution
- Milijana Zirojevic : Kathy
- Jared Martin : le docteur Robert Anderson
- Lara Naszinsky : Eva Gordon
- Ulli Reinthaler : Jenny Clark
- Sophie d'Aulan : Kim
- Jennifer Naud : Grace O'Neil
- Riccardo Acerbi : Fred Vernon
- Kathi Wise : Virginia Williams
- Dragan Bjelogrlic : Tom
- Ljiljana Blagojevic : Mme Jones
- Franciska Spahic : Joanne
- Dusica Zegarac : Mary
- Zorica Lesic : Mlle James
- Rade Colovic : Tom

## Autour du film
- Le tournage s'est déroulé du 3 novembre 1986 au 9 janvier 1987 à Belgrade et Boston.
- Le réalisateur Lucio Fulci fait une petite apparition (non créditée), en tant qu'inspecteur de police.